# Det Missionerande Kopimistsamfundet

Kopimi-Symbol

Det Missionerande Kopimistsamfundet (schwedisch für: Die missionarische Kirche des Kopimismus, engl.: Missionary Church of Kopimism) ist eine Gemeinschaft von Filesharern, die annehmen, dass das Kopieren von Informationen eine heilige Tugend ist. Die Anhänger der Gemeinschaft werden Kopimisten (engl.: Kopimists) genannt, ihre Lehre Kopimismus. Die Bezeichnung setzt sich zusammen aus den Wörter „Kopimi“ und -ismus. -Ismus kommt aus dem Lateinischen und bedeutet Lehre von; Kopimi leitet sich dagegen von der phonetisch ähnlichen Aufforderung copy me, zu deutsch: kopiere mich  ab. Somit bedeutet „Kopimismus“ übersetzt also Lehre vom „Kopiere mich“.

## Geschichte
Die Geschichte des Kopimismus beginnt 2003 in Schweden mit der Gründung des sogenannten Piratbyrån. Hierbei handelte es sich um eine sogenannte „Anti-Copyright“ Organisation. Mitglieder dieses Piratenbüros gründeten im selben Jahr den BitTorrent-Tracker The Pirate Bay. 2005 veröffentlichte es dann die Anthologie Kopimi. Nachdem am 31. Mai 2006 die Server des Piratbyrån beschlagnahmt wurden, schlossen seine Mitglieder es 2010 „zum Nachdenken“. „The Pirate Bay“ wird seitdem von der Piratpartiet gehostet.
In deren Jugendverband Ung Pirat ist der damals 19-Jährige Philosophiestudent Isak Gerson aktiv. Er ist zudem Schatzmeister der christlichen Studentenbewegung Schwedens, wobei er versucht die beiden Ideologien zu verbinden. Die Gründung der Kirche erfolgte 2010. Ein im selben Jahr gestellter Antrag, um die Kirche offiziell als solche anzuerkennen, wurde Juli 2011 abgelehnt. Nach zwei weiteren fehlgeschlagenen Anträgen wurde Det Missionerande Kopimistsamfundet Ende Dezember 2011 vom Kammarkollegiet als Religion anerkannt. Ab diesem Zeitpunkt ist Kopimismus in Schweden als Religion anerkannt und wird daher nicht mehr als Sekte bezeichnet. Zwischen Mitte 2010 und Anfang 2011 verdreifachte sich die Anzahl der Mitglieder von 1.000 auf 3.000.

## Lehre

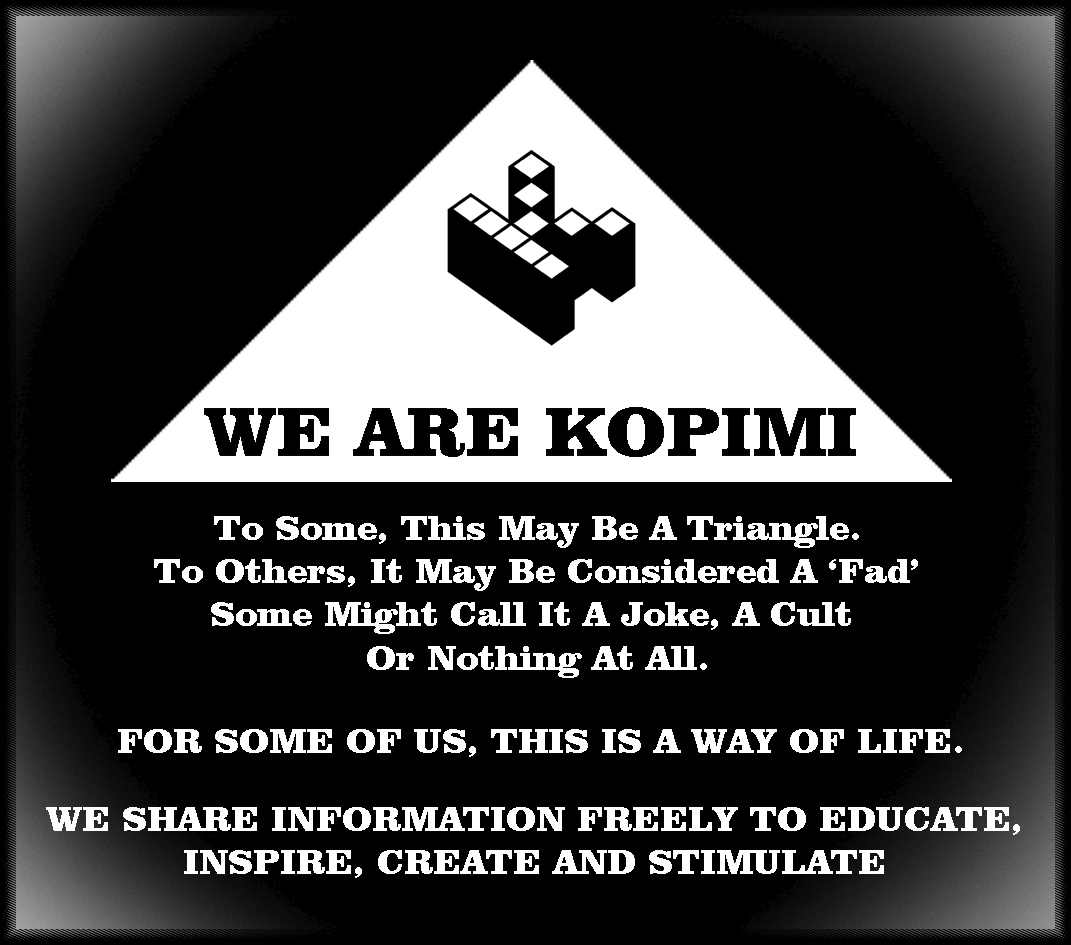
WE ARE KOPIMI, angelehnt an We are Anonymous

Um als Religion zugelassen zu werden, musste die Kirche eine Form von Gebeten oder Meditation in ihren Ritualen angeben, was sich bei der Kirche durch die Anbetung des Wertes von Informationen in der Form des Kopierens äußert. Die Kirche nennt dies kopyacting.
Nach Angaben der Kirche ist Kommunikation heilig.  Da das Internet einer der besten Orte dazu wie auch zum Filesharing ist, gilt es ebenfalls als heilig.
Das Kopieren und die Verbreitung von Informationen sei ethisch richtig, sogenanntes Copymixing eine heilige, sakrale Form des Kopierens, da es die existierende Fülle an Informationen vergrößere und verbessere.
Außerdem sehen „Kopimisten“ es als ein Zeichen des Respekts, bekannt gemachte Informationen von einer anderen Person zu kopieren und zu „remixen“, da es ein starker Ausdruck von Akzeptanz und kopimistischem Glauben sei.
Zudem wird das „kopimi“-Logo als heilig erachtet.

## Symbole

Kopimi-Logo

Kopimismus-Yin und Yang

Das Symbol der Missionarischen Kirche des Kopimismus ist eine Pyramide mit einem dreidimensionalen K oder C in der Spitze, je nach Sprache. Es wurde vom Piratbyrån als Gegenteil von Copyright entworfen, d. h., es zeigt an, wenn ein Werk kopiert werden soll.
Zudem sind die Tastenkombinationen Strg+C und Strg+V heilige Symbole der Kirche, da sie üblicherweise für das Kopieren und Einfügen verwendet werden.
Deswegen werden sie meistens in Form eines Yin und Yang anstelle der beiden Punkte geführt.
Ein weiteres mögliches Religionssymbol ist ein rotes „V“ auf weißem Grund mit einem kleinen blauen Dreieck in der Öffnung oben.
Sein Ausgangspunkt am Boden stellt eine Information dar, die durch Verbreitung an Wert gewinnt. Dadurch wird der Punkt zur Spitze einer Pyramide. Die Tatsache, dass diese auf dem Kopf steht, symbolisiert, dass der Kopimismus das klassische, hierarchische Prinzip umkehren will. Ein Einzelner soll nicht mehr an der Spitze stehen, sondern die Basis bilden. An der oberen Kante wird genau in der Mitte ein Dreieck ausgeschnitten, wodurch das rote V entsteht. Dieses steht für die Tastenkombination Strg+V, welche zum Einfügen von Informationen verwendet wird. Das ausgeschnittene Dreieck wird blau gefärbt und umgekehrt wieder in die Lücke eingesetzt, was symbolisiert, dass mögliche Nachteile aufgewogen werden. Außerdem stellt es einen Pfeil nach oben dar, was zeigt, dass die Verbreitung der Information noch nicht abgeschlossen ist.
Außerdem wird das Symbol von The Pirate Bay und das darin integrierte Logo der Kampagne Home Taping Is Killing Music sowie dessen Abwandlungen und Parodien verwendet.

## Urheberrecht
In einem Interview gab der Kirchengründer Gerson an, er halte die momentanen Urheberrechte für „sehr problematisch“. Seiner Ansicht nach müssen diese zumindest umgeschrieben werden, jedoch schlägt er vor, die meisten Urhebergesetze abzuschaffen. Nach Isak Gerson sollte jegliches File-Sharing erlaubt sein. Der formale Status der Kirche ändert jedoch nichts an der strafrechtlichen Belangung von Mitgliedern bei Urheberrechtsverletzungen, wobei Gerson jedoch hofft, dass der Glaube der Kopimisten in der zukünftigen Gesetzgebung berücksichtigt wird. Peter Sunde, ein Mitgründer von The Pirate Bay, erwähnt in einem Artikel zur Anerkennung des Kopimismus, dass in Schweden das Gesetz zur Religionsfreiheit „absolut“ sei: „[…] kein anderes ist höher“. Auch der Gründer der Piratpartiet Rickard Falkvinge beschreibt den Schutz der Religion in Schweden ähnlich und geht dabei speziell auf den privilegierten Status von Gesprächen mit Priestern ein. Diese dürfen nicht belauscht werden und sind vor Gericht nicht als Beweis zulässig. Die Vorsitzende der schwedischen Piratpartiet, Anna Troberg, bezeichnete den Zusammenstoß von Urheberrecht und Religionsfreiheit als „sicherlich unterhaltsam“. Zudem gab sie an, sie sehe die Kirche als „interessantes Phänomen“, werde aber nicht beitreten, da sie selbst Agnostikerin sei.